# Royal Naval Air Station Culdrose
Base aéronavale de Culdrose
Le Royal Naval Air Station Culdrose ou RNAS Culdrose, également connu sous le nom de HMS Seahawk ICAO : EGDR) est une base aérienne de la Royal Navy près de Helston sur la péninsule de Lizard en Cornouailles au Royaume-Uni, et est l'une des plus grandes bases d'hélicoptères en Europe.
Son rôle principal est de servir les escadrons d'hélicoptères EH101 Merlin de première ligne de la Fleet Air Arm. La base possède aussi une installation de secours proche, le Royal Naval Air Station Predannack datant de 1941.

## Unités
Unités volantes et non volantes basées au RNAS Culdrose du Fleet Air Arm
- 700 Naval Air Squadron - ScanEagle RM1 et RQ-20 Puma [2]
- 750 Naval Air Squadron - Avenger T1
- 814 Naval Air Squadron - Merlin HM2 [3]
- 820 Naval Air Squadron - Merlin HM2
- 824 Naval Air Squadron - Merlin HM2
  - Merlin Training Facility (Centre de formation sur Merlin)
- 1700 Naval Air Squadron [4]
- Engineering Training Section
- Merlin Depth Maintenance Facility
- Naval Flying Standards Flight (Rotary Wing)
- School of Flight Deck Operations
- HMS Seahawk Volunteer Band